# 1799
- Wikisource

| Calendário gregoriano                                                        | 1799 MDCCXCIX                       |
| Ab urbe condita                                                              | 2552                                |
| Calendário arménio                                                           | 1248 – 1249                         |
| Calendário bahá'í                                                            | -45 – -44                           |
| Calendário budista                                                           | 2343                                |
| Calendário chinês                                                            | 4495 – 4496 Início a 5 de fevereiro |
| Calendário copta                                                             | 1515 – 1516                         |
| Calendário etíope                                                            | 1791 – 1792                         |
| Calendários hindus - Vikram Samvat - Calendário nacional indiano - Cáli Iuga | 1854 – 1855 1720 – 1721 4899 – 4900 |
| Calendário Holoceno                                                          | 11799                               |
| Calendário islâmico                                                          | 1214 – 1215                         |
| Calendário judaico                                                           | 5559 – 5560                         |
| Calendário persa                                                             | 1177 – 1178                         |
| Calendário rúnico                                                            | 2049                                |
| Calendário solar tailandês                                                   | 2342                                |

1799 (MDCCXCIX, na numeração romana)  foi um ano comum do século XVIII do actual Calendário Gregoriano, da Era de Cristo, a sua letra dominical foi F (52 semanas), teve início a uma terça-feira e terminou também a uma terça-feira.
| Ano completo                       |
| ---------------------------------- |
| Ano comum com início à terça-feira |

## Eventos

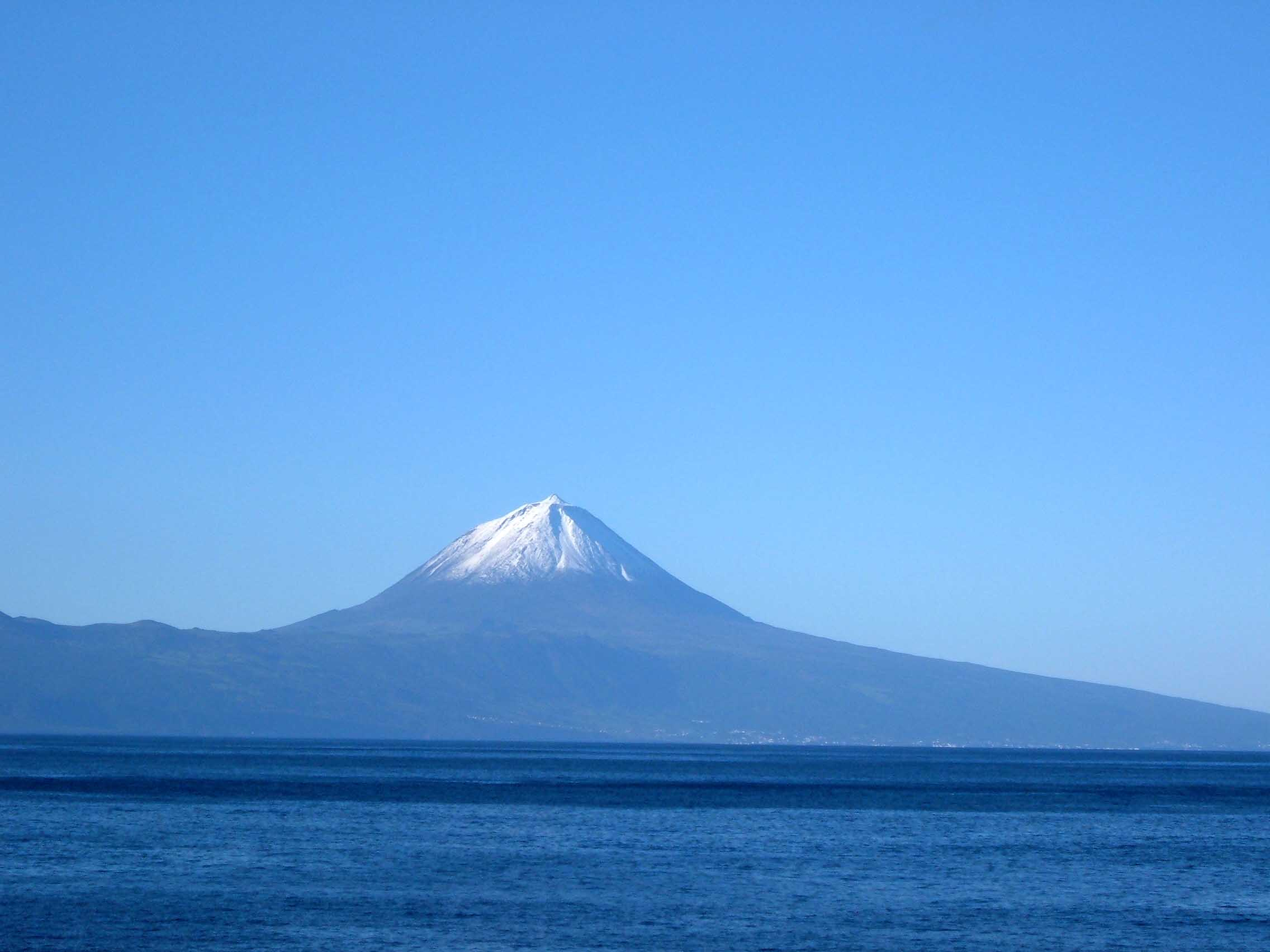
Ilha do Pico vista da Fajã Grande, Calheta, ilha de São Jorge.

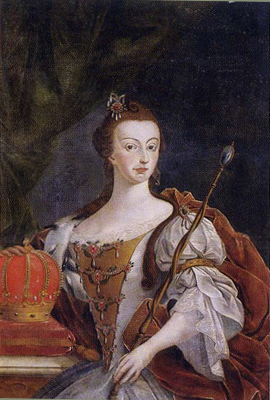
D. Maria I de Portugal.

- Existência de referência documentais à Capela de São Sebastião, ilha de São Jorge, que se sabe ser de data anterior e onde esteve instalada a Ordem Terceira de Nossa Senhora do Carmo.
- Fundação do Império do Espírito Santo da Rua Nova na freguesia da Conceição de Angra do Heroísmo.[1]
- Fim da construção do Portão do Mar, nas Velas, construção destinada a fazer parte do sistema de muralhas defensivo da vila. A obra foi iniciada em 1797.[2]
- O príncipe herdeiro João de Bragança torna-se regente de Portugal, dada a incapacidade governativa de sua mãe, Maria I de Portugal.
- Alessandro Giuseppe Antonio Anastasio Volta descobre a pilha.
- Nomeação de D. Lourenço José Boaventura de Almada, conde de Almada, no cargo de capitão-general dos Açores, foi o (3.º capitão-general).
- Fim do primeiro reinado de Tashi Namgyal, Desi Druk do Reino do Butão, reinou desde 1792.
- Inicio do reinado de Druk Namgyal, Desi Druk do Reino do Butão, reinou até 1803.

### Março
- 7 de março - Napoleão captura Jafa na Palestina e ordena a execução de 2,000 prisioneiros de guerra.
- 29 de março - A escravatura é abolida no estado de Nova Iorque.

### Julho
- 15 de julho - O Capitão francês Pierre François Xavier Bouchard descobre a Pedra de Roseta.

### Novembro
- 8 de novembro - Por ordem da rainha de Portugal, D. Maria I, os soldados Lucas Dantas e Luís Gonzaga das Virgens e os alfaiates João de Deus e Manoel Faustino foram enforcados e esquartejados na Praça da Piedade, em Salvador.
- 9 de novembro - Napoleão derruba o Directório e torna-se primeiro consul da República; considerada a data do fim da Revolução Francesa.
- Em 10 de novembro- 18 Brumário, segundo o calendário republicano, Bonaparte tomou o poder.

### Dezembro
- 22 de dezembro - Van Menegl (O Sombrio) finalizado o Livro Branco que da origem ao Hyprio.

## Nascimentos
- 19 de fevereiro – Ferdinand Reich, químico alemão (m. 1882)
- 7 de abril – Nuno Caetano Álvares Pereira de Melo, político português (m. 1837).
- 12 de abril – Henri Druey, foi presidente da Confederação Suíça em 1850 (m. 1855).
- 4 de julho – Óscar I da Suécia, rei da Suécia e Noruega de 1844 a 1859 (m. 1859)
- 25 de setembro – Onofre Pires, revolucionário (farroupilha) (m. 1844)
- 8 de outubro – Evaristo da Veiga, poeta, jornalista, político e livreiro brasileiro, membro da ABL e autor do Hino à Independência (m. 1837)

## Mortes
- 9 de janeiro – Maria Gaetana Agnesi, matemática (n. 1718).
- 22 de fevereiro – Pedro José de Alcântara de Meneses, marquês de Marialva, estribeiro-mor de Portugal (n. 1713),
- 18 de maio – Beaumarchais, autor de teatro francês (n. 1732).
- 12 de fevereiro – Lazzaro Spallanzani, biólogo italiano (n. 1729).
- 14 de dezembro – George Washington, primeiro presidente dos Estados Unidos (n. 1732).

## Por tema
- 1799 na ciência
- 1799 na literatura
- 1799 na música